# سیارک ۵۴۴۵
سیارک ۵۴۴۵ (به انگلیسی: 5445 Williwaw، نامگذاری:1991PA12) پنج هزار و چهارصد و چهل و پنجمین سیارک کشف شده‌است که در ۷ اوت ۱۹۹۱ کشف شد.
قدر مطلق سیارک برابر ۱۲٫۳۰ است.